# Aillant-sur-Milleron
Aillant-sur-Milleron és un municipi francès, situat al departament del Loiret i a la regió de Centre. L'any 2007 tenia 370 habitants.

## Demografia

### Població
El 2007 la població de fet d'Aillant-sur-Milleron era de 370 persones. Hi havia 140 famílies, de les quals 44 eren unipersonals (16 homes vivint sols i 28 dones vivint soles), 44 parelles sense fills, 48 parelles amb fills i 4 famílies monoparentals amb fills.
La població ha evolucionat segons el següent gràfic:
Habitants censats

### Habitatges
El 2007 hi havia 255 habitatges, 159 eren l'habitatge principal de la família, 76 eren segones residències i 20 estaven desocupats. 248 eren cases i 4 eren apartaments. Dels 159 habitatges principals, 126 estaven ocupats pels seus propietaris, 26 estaven llogats i ocupats pels llogaters i 7 estaven cedits a títol gratuït; 1 tenia una cambra, 10 en tenien dues, 41 en tenien tres, 52 en tenien quatre i 54 en tenien cinc o més. 106 habitatges disposaven pel capbaix d'una plaça de pàrquing. A 82 habitatges hi havia un automòbil i a 56 n'hi havia dos o més.

### Piràmide de població
La piràmide de població per edats i sexe el 2009 era:
| Homes | Edats   | Dones |
| ----- | ------- | ----- |
| 0     | 95 o +  | 0     |
| 0     | 90 a 94 | 4     |
| 0     | 85 a 89 | 4     |
| 4     | 80 a 84 | 0     |
| 4     | 75 a 79 | 8     |
| 8     | 70 a 74 | 32    |
| 28    | 65 a 69 | 12    |
| 12    | 60 a 64 | 8     |
| 8     | 55 a 59 | 8     |
| 12    | 50 a 54 | 24    |
| 12    | 45 a 49 | 0     |
| 0     | 40 a 44 | 8     |
| 20    | 35 a 39 | 4     |
| 16    | 30 a 34 | 24    |
| 4     | 25 a 29 | 8     |
| 0     | 20 a 24 | 4     |
| 16    | 15 a 19 | 4     |
| 4     | 10 a 14 | 0     |
| 20    | 5 a 9   | 24    |
| 8     | 0 a 4   | 16    |

## Economia
El 2007 la població en edat de treballar era de 201 persones, 141 eren actives i 60 eren inactives. De les 141 persones actives 128 estaven ocupades (73 homes i 55 dones) i 13 estaven aturades (3 homes i 10 dones). De les 60 persones inactives 24 estaven jubilades, 17 estaven estudiant i 19 estaven classificades com a «altres inactius».

### Ingressos
El 2009 a Aillant-sur-Milleron hi havia 177 unitats fiscals que integraven 401 persones, la mediana anual d'ingressos fiscals per persona era de 16.905 €.

### Activitats econòmiques
Dels 11 establiments que hi havia el 2007, 1 era d'una empresa alimentària, 1 d'una empresa de fabricació d'elements pel transport, 1 d'una empresa de fabricació d'altres productes industrials, 1 d'una empresa de construcció, 1 d'una empresa de comerç i reparació d'automòbils, 1 d'una empresa de transport, 3 d'empreses de serveis i 2 d'empreses classificades com a «altres activitats de serveis».
L'únic servei als particulars que hi havia el 2009 era un guixaire pintor.
L'únic establiment comercial que hi havia el 2009 era una fleca.
L'any 2000 a Aillant-sur-Milleron hi havia 18 explotacions agrícoles que ocupaven un total de 1.391 hectàrees.

## Poblacions més properes
El següent diagrama mostra les poblacions més properes.